# Tara (prénom)
Pour les articles homonymes, voir Tara.
Tara est un prénom qui peut être rattaché à plusieurs origines. Ainsi, Tara est le nom de la capitale mythique de l'Irlande mais il est aussi porté par une divinité bouddhiste et hindoue. 
En France, il y a très peu de personnes appelées Tara. Ce prénom est un peu plus fréquent en Pologne. En France, en 2002, 109 nouveau-nés avaient reçu le prénom Tara. En 2001, 2 personnes sur 10 000 portaient ce prénom.